# Eutrepsia valbum
Eutrepsia valbum är en fjärilsart som beskrevs av Thierry-mieg 1892. Eutrepsia valbum ingår i släktet Eutrepsia och familjen mätare. Inga underarter finns listade i Catalogue of Life.